# Nuevo Banco de Santa Fe
El Nuevo Banco de Santa Fe, también conocido como Banco Santa Fe o NBSF es la entidad financiera más importante de la Provincia de Santa Fe. Es un banco comercial de capital (finanzas) nacional y de carácter regional, además es el principal agente financiero del Estado de la provincia de Santa Fe. Cuenta con la mayor cobertura territorial que alcanza al 96% de los habitantes del distrito.
Tiene la casa central ubicada en la calle 25 de Mayo 2499, Ciudad de Santa Fe y la casa matriz ubicada en la calle San Martín 715, Ciudad de Rosario. También cuenta con varios centros de pagos y diversas sucursales en el interior de la provincia, así como sucursales en la Ciudad Autónoma de Buenos Aires, Provincia de Buenos Aires y Córdoba.

## Historia

### Comienzos
Originalmente llamado Banco Provincial de Santa Fe, se estableció como un banco de capital mixto estatal / privado el 5 de junio de 1874, sobre la base de una iniciativa del gobernador Servando Bayo, justificada en la necesidad de proporcionar crédito para el florecimiento del sector productivo de la provincia. En esa época, la Argentina está empezando a crecer demográficamente (a través de la inmigración) y económicamente (a través de la exportación de productos agrícolas).
El primer Directorio Provisional del Banco estaba integrado por Carlos Casado del Alisal (Presidente), Benjamín Ledesma, Manuel Carlés y Evaristo Machain, elegidos por votación, y Melitón Ibarlucea y Mariano Alvarado como representantes del gobierno provincial.
Su capital estaba constituido por dos millones de pesos fuertes de la época, distribuido en 20.000 acciones: 10.000 en manos del gobierno, 4.000 de los fundadores, y 6.000 para ser libremente adquiridos por la empresa privada de Rosario, una importante ciudad portuaria sobre el río Paraná.
En 1876, durante una disputa entre el gobierno argentino y el Banco de Londres y Río de la Plata, el senador Manuel Quintana, actuando como asesor legal del banco, propuso bombardear la ciudad de Rosario si el gobierno no accedía a las demandas del banco. Esta propuesta, que buscaba proteger los intereses del banco, nunca llegó a concretarse gracias a la intervención del canciller argentino, Bernardo de Irigoyen, quien rechazó la amenaza. 
Contexto:
En 1876, el gobernador de Santa Fe, Servando Bayo, ordenó el cierre de la sucursal del Banco de Londres en Rosario y la detención de su gerente, argumentando que era una institución perjudicial para los intereses públicos por los intereses usureros que cobraban.
Manuel Quintana, asesor legal del banco, viajó a Londres para buscar una solución y propuso bombardear Rosario si no se revocaba la medida. 
El canciller Bernardo de Irigoyen se opuso firmemente a esta propuesta, defendiendo la soberanía argentina y la independencia de las decisiones políticas frente a la presión extranjera. 
La negativa de Irigoyen a aceptar la amenaza y su defensa de la soberanía argentina finalmente evitó el bombardeo. 
Importancia:
Este episodio ilustra la tensión entre la influencia de capitales extranjeros y la defensa de la soberanía nacional en Argentina a fines del siglo XIX. 
Destaca la figura de Bernardo de Irigoyen como un defensor de la soberanía argentina frente a la presión extranjera. 
El episodio también muestra la influencia que los intereses extranjeros podían ejercer en la política argentina de la época. 
El banco abrió sus puertas simultáneamente en las ciudades de Rosario y Santa Fe el 1 de septiembre de 1874.

### La privatización
El 12 de julio de 1991, el Banco Provincial de Santa Fe se convirtió en una sociedad anónima con la participación mayoritaria de propiedad del Estado provincial, y cambió su nombre por el de Banco de Santa Fe SAPEM.
El proceso es sumamente polémico y más de 5 años fueron necesarios para la ley de privatización que se votó con éxito, el banco finalmente fue privatizado como Nuevo Banco de Santa Fe S.A. en 1997, y quedó bajo el control del Banco General de Negocios (BGN), un grupo financiero con la participación de importantes bancos internacionales (el Chase Manhattan Bank, el Dresdner Bank y el Credit Suisse), gestionado por los hermanos Carlos y José Rohm (este último fue el presidente del NBSF).
Los Rohm fueron acusados de blanqueo de dinero en 2002, por lo que Carlos fue detenido cuando estaba en el aeropuerto esperando el despegue de su vuelo, mientras que su hermano se encontraba en el exterior.

### Segunda privatización

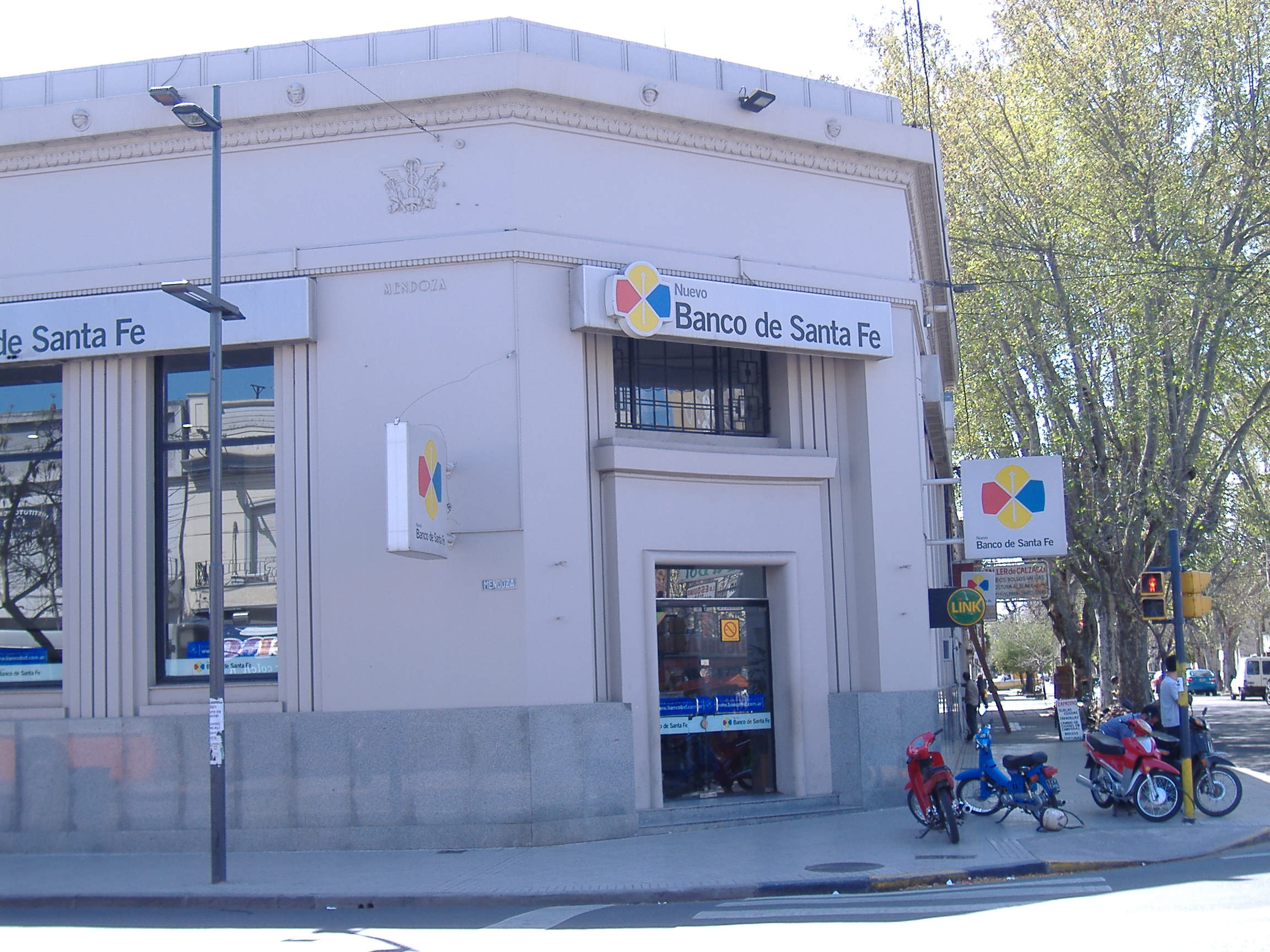
Sucursal Echesortu, en Rosario.

Luego de este proceso, el Banco fue nuevamente licitado y adjudicado al llamado "Grupo Petersen", grupo económico que ya tenía la propiedad de los Bancos de San Juan y de Santa Cruz. La Presidencia del Banco queda entonces en manos del Ingeniero Enrique Eskenazi.

## Organización
Participa en misiones comerciales y posee una amplia gama de instrumentos de pagos y cobros internacionales.
Junto con Banco San Juan, el Nuevo Banco de Entre Ríos y el Banco Santa Cruz, conforma el Grupo Banco San Juan, que se ubica entre las 10 principales entidades del Sistema Financiero Argentino. Cada uno de estos bancos son agentes financieros de sus respectivas provincias de origen, donde lideran en depósitos y préstamos del sector privado, y mantienen su calificación para endeudamiento de corto plazo en A1(arg) y para largo plazo en AA-(arg) por su favorable desempeño, reflejado en su capacidad de generación de utilidades, elevada liquidez y la calidad de su cartera.
Posee una extensa red de sucursales y dependencias que facilitan la gestión operativa y aseguran la llegada a todos los rincones de la región. 
Se concentran en el área de servicios financieros al sector privado y sector público, impulsando y acompañando el crecimiento de los distintos actores económicos regionales a través de una amplia gama de productos y servicios y conjuntamente con el gobierno de la provincia.
El Banco centraliza en la provincia la totalidad de su patrimonio y el control de las decisiones estratégicas y los planes de mediano y largo plazo. 
Las políticas establecidas por el Directorio para acompañar, impulsar y sostener el crecimiento de la economía provincial se reflejan en la evolución del market share, principalmente en la asistencia al sector privado no financiero.

## La Fundación Nuevo Banco de Santa Fe
La Fundación promueve la educación y la cultura de la provincia de Santa Fe a través de la investigación e innovación tecnológica. Otorga becas a estudiantes y capacitaciones a maestros. Los empleados participan de la fundación a través del voluntariado.